# Vailala-Wahn
Der Vailala-Wahn (engl. Vailala Madness) war eine soziale Bewegung im Golf von Papua im australischen Territorium Papua, die in den letzten Monaten des Jahres 1919 begann und nach 1922 allmählich zu Ende ging. Er ist allgemein anerkannt als der erste gut dokumentierte Cargo-Kult, eine Klasse von millenaristischen, religiös-politischen Bewegungen, obwohl der Ausdruck Cargo-Kult selbst aus der Mitte der 1940er Jahre stammt.

## Name
Der Vailala-Wahn erhielt seinen Namen nach den Beobachtungen des Verhaltens von daran beteiligten Menschen, welches Glossolalie, Schütteln und psychosomatische Symptome einschloss. In der Sprache der Einheimischen nannten es Teilnehmer iki haveve (‚Bauch weiß nicht‘), was grob gesagt „Schwindel(anfall)“ bedeutet.

## Rückkehr der Ahnen
Die Bewegung schloss den Glauben ein, dass bald ein von den zurückkehrenden Toten gesteuerter 'Geisterdampfer' ankommen werde, der eine Fracht (engl. cargo) mit sich brachte, die neben den verstorbenen Verwandten auch Konserven, Werkzeuge, verschiedene andere Schätze und in einer Version auch Gewehre zur Vertreibung der europäischen Kolonisatoren einschloss. Der letztgenannte Punkt ist umstritten und mag aus dem Bericht von zeitgenössischen geflüchteten Plantagenbesitzern stammen, die über die Ereignisse sehr besorgt waren.

## „Weiße Vorfahren“
Die mit dem Schiff zurückkehrenden Vorfahren wurden als Weiße imaginiert, eine Vorstellung, die in vielen Cargo-Kulten der Nachkriegszeit wiederkehrt. Kommunikation mit ihnen war möglich, indem man einen Apparat verwendete, der als eine Fahnenstange ('flag pole') beschrieben wird – eine mit einem Rohr an der Dienststelle ('office') der Bewegung angebrachte große Stange. Ein expatriierter Beobachter meinte, dies wäre die Imitation eines Funkempfängers, und behauptete, einen Kürbis auf der Stange gehisst gesehen zu haben zur Übermittlung von Nachrichten an die Vorfahren. Albert Maori Kiki jedoch, der in diesem Gebiet aufwuchs, meinte, diese Vorrichtung stehe eigentlich mit einem Mythos in Zusammenhang, in welchem der Morgenstern eine lange Schnur aus Rohr verwendet, um aus seinem sehr weit entfernten Zuhause in das Dorf zu kommen, um eine Frau zu treffen, die er mag. Die synkretistische Natur vieler Cargo-Kult-Rituale wird hierdurch gut veranschaulicht.

## Lebensregelung nach kolonialem Brauch
Ein anderer Aspekt der Bewegung, der Züge der späteren Cargo-Kulte ankündigt, ist die sogenannte „Imitation des weißen Mannes“. Die Führer der Bewegung wollten die Basis wie Soldaten drillen, sie verhängten ein Ausgehverbot nach Art und Weise des reglementierten Lebens in den Pflanzungen und sie hielten eine Zeremonie ab, die in jeder Hinsicht wie eine Teeparty europäischen Stils aussah. Ein Tisch wurde mit Krotons dekoriert und den Teilnehmern wurde Essen serviert, wobei man auf Stühlen saß. Nach Francis Edgar Williams, dem Anthropologen, der dies beobachtete, würde ein Einheimischer unter keinen Umständen dadurch leiden, dass er auf diese Weise am Tisch saß; es gab jedoch zum Beispiel keine Erklärung, die dies mit den Vorfahren in Verbindung setzte. Dies illustriert einen anderen Aspekt des Cargo-Kultes, nämlich denjenigen, dass einige als Cargo-Kulte beschriebene Aktivitäten Rituale mit geheimer Bedeutung sein könnten oder ihre Beschreibung als solche ein Resultat der Erwartung einer geheimen Bedeutung von Seiten des Beobachters sein könnte.

## Strikter Sittenkodex
Einige Berichte behaupten, dass die Bewegung zu ausgedehnter sexueller Zügellosigkeit führte, aber diese kann nicht nachgewiesen werden. In der Tat lehrte die Bewegung offiziell einen strikten Sittenkodex, der das Verbot des Ehebruchs und anderer moralischer Vergehen einschloss. Missstände wurden durch die Anführer der Bewegung durch Verhängung von Geldstrafen beseitigt. Um herauszufinden, wer Sünden begangen hatte, organisierten diese Anführer Wahrsagezeremonien, bei denen ein großer, von mehreren Männern gehaltener Baumstamm vorkam, von dem man sagte, er besitze die Fähigkeit, einen jeden Schuldigen herauszufinden. 
Dies resultierte in der Bewegung, die von der kolonialen Verwaltung als eine Form von Erpressung klassifiziert wurde. Dieses Delikt wurde dem der 'Verbreitung von falschen Gerüchten' (spreading false rumours) hinzugefügt, das nach dem Rechtskodex des australischen Papua-Territoriums strafbar war. Mehrere der Anführer wurden auf unbestimmte Zeit inhaftiert.

## Aufgabe der Zeremonien
Der Vailala-Wahn verfuhr auch unbeugsam bei der Aufgabe des großen Zyklus von Initiationen, die früher im Zentrum des sozialen Lebens am Papua-Golf standen. Der als hevehe und semese bekannte Zyklus brauchte eine Dekade, um komplett zu sein, und schloss den Bau eines riesigen, kultischen Männerhauses ein, das unter dem Namen eravo bekannt ist, in welchem Ritualgegenstände (ritual paraphernalia) aufbewahrt wurden, die den Frauen verboten waren. Der Vailala-Wahn zerstörte die Ritualgegenstände (paraphernalia), die oft durch die Zurschaustellung gegenüber Nichtinitiierten geschändet worden waren.

## Ursprung dieser Glaubensvorstellungen
Der Ursprung des Organisationsmodells, das Drill, Ausgehverbot und Tee einschloss, wurde mit größter Wahrscheinlichkeit von den Anführern der Bewegung beobachtet, als sie in Pflanzungen weit ab vom Papua-Golf arbeiteten, wo sie auch (die Kreolsprache) Tok Pisin aufschnappten. Es ist wahrscheinlich, dass sie dort auch etwas über den Krieg mit Deutschland lernten, weil die Glossolalie als „djaman“ (ein dem englischen German ähnliches Wort) beschrieben wurde. Es wurde behauptet, dass Vorstellungen über 'Cargo' – insbesondere der Glaube, dass er von den Vorfahren durch Weiße abgeleitet wurde – im Zusammenhang mit der einheimischen Arbeiterschaft der Pflanzungen auftrat.
Die christliche Mission, die durch den Missionar James Chalmers in den 1890er Jahren eingeführt wurde, hatte tiefgehende Auswirkungen auf die Menschen, und es ist möglich, dass viele Ideen im Sittenkodex daraus stammen. Die Bewegung machte sich daran, ihren Slogan „throw 'em away bloody new guinea somethings“ umzusetzen, was nicht als Verinnerlichung der kolonialistischen Ideologie interpretiert werden sollte. In Wirklichkeit erforderte die kolonialistische Ideologie in Papua, dass die indigene Gesellschaft relativ stabil in ihrer Tradition und Kultur bliebe, und aus diesem Grunde wurde die Vailala Madness als Indikator dafür betrachtet, dass die Gesellschaftsordnung unter dem Druck des Wandels zusammenbrechen könnte.

## Beobachter und das Ende der Bewegung
Die Bewegung wurde aus erster Hand von G. M. Murray, dem Acting Resident Magistrate der Kerema Patrol Station, im Jahr 1919 beobachtet, Francis Edgar Williams, der Regierungsanthropologe der australischen Verwaltung von Territorium Papua, kam 1922 an, als die Bewegung noch mächtig war, obwohl sie bereits Zeichen des Zerfalls zeigte. In den späten 1920er Jahren war sie nicht mehr aktiv. Zahlreiche andere religiöse und soziale Neuerungen setzten vor dem Zweiten Weltkrieg ihren Weg durch den Papua-Golf fort.